# 义村朝义
向明德（琉球語：〔〕／  ?；1866年11月4日—1945年3月14日）是琉球第二尚氏王朝末期的王族，義村御殿四世。和名義村按司朝義（琉球語：／ ）。他是活躍于第二尚氏王朝時代和日本沖繩縣時代的武術家，同時亦是書道家和繪畫家。

## 生平
向明德名乘朝義，號仁齋，一號得壽。童名思龜，是義村御殿的第四代當主，日本名字是義村朝義（日语：／ Yoshimura Chōki）。義村御殿是琉球的王族，世代領有東風平間切（今八重瀨町東風平地區）的領地。向明德是向志禮（義村按司朝明）的次子，為繼室向氏真蒲戶金（尚健之女）所生。因出生名門血統高貴，向明德自幼接受了很好的教育，擅長于書法繪畫。十一二歲時，向明德師從於父親府上的一名年老的總聞（管理會計事務的人），學得了唐手中的騎馬立、拔塞等型。十七八歲時，與長兄向明良（小城按司朝真）同時師從於首里手的唐手家武成達（松村宗棍），學習唐手的五十四步和公相君兩種型，同時學會了棒術和劍術。

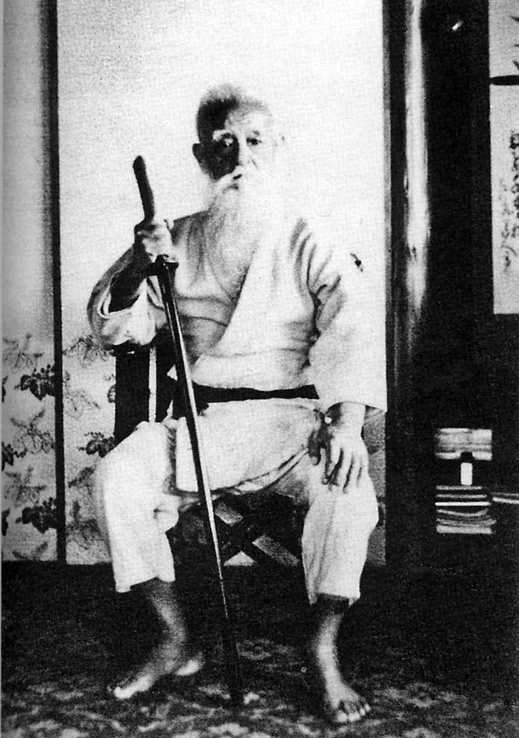
手持日本刀、身著空手道道服的義村朝義

約在他二十二至二十三歲期間，向明德向那霸手的慎善熙（東恩納寬量）學習唐手，數年後成為慎善熙的正式徒弟，習得三戰之型。除了10歲時學習馬術之外，他於19至23歲間向當時有名的馬術師真喜屋學習馬術，並在識名馬場實踐。
1896年，為了琉球復國之事，其父向志禮、其兄向明良出奔清朝。1897年，向明德繼承了義村御殿當主之位。而日本明治政府以向明德的父兄反日為名義，斷絕了義村家的俸祿。在義村家財政拮据的情況下，向明德於同年從中國進口茶葉，做起了茶葉生意。1904年，向明德成立巴拿馬帽子製造會社，事業一度興隆。然而後來他的生意逐漸開始走下坡路。
到了晚年，他先後移居東京和大阪，潛心研究書道、繪畫、空手道和三線，過著文人的生活。1945年3月14日，美軍空襲日本大阪，向明德不幸於這次空襲中遇難，享年80歲。1979年，義村家的後人將他的書畫著作約五十餘件贈送給沖繩縣立博物館。1981年，該博物館開辦了「義村朝義展」，對這些書畫進行展出。